# Madamigella
Madamigella era un titolo nobiliare di cortesia in passato tributato alle signorine nubili di nobile condizione soprattutto nel nord d'Italia, in particolare nell'area piemontese. Di evidente derivazione francese (ma-demoiselle) era in origine un vero titolo nobiliare, soprattutto legato alle figlie delle famiglie più antiche dell'aristocrazia savoiarda, usato anche nella variante Damigella.